# Estación de Purroy
Purroy es un apeadero ferroviario situado en la localidad española de Purroy en la provincia de Zaragoza, comunidad autónoma de Aragón. Cuenta con servicios de Media Distancia.

## Situación ferroviaria
La estación se encuentra en el punto kilométrico 266,3 de la línea férrea de ancho ibérico que une Madrid con Barcelona a 424 metros de altitud, entre las estaciones de Morés y de Morata de Jalón. El tramo es de via única y está electrificado.  

## Historia
La estación fue inaugurada el 25 de mayo de 1863 con la apertura del tramo Medinaceli - Zaragoza de la línea férrea Madrid-Zaragoza por parte de la Compañía de los Ferrocarriles de Madrid a Zaragoza y Alicante o MZA. En 1941, la nacionalización del ferrocarril en España supuso la integración de la compañía en la recién creada RENFE.
Desde el 31 de diciembre de 2004 Renfe Operadora explota la línea mientras que Adif es la titular de las instalaciones ferroviarias.

## La estación
Se trata simplemente de un apeadero en curva con un único andén recientemente renovado al que se accede desde la única vía principal. Cuenta iluminación y con un refugio para aguardar la llegada del tren. Dispone de una losa de aparcamiento con plaza para usuarios con movilidad reducida. Dista unos 400 metros de la población siguiendo la carretera local ZP-1129.

## Servicios ferroviarios

### Media Distancia
Renfe presta servicios de Media Distancia gracias a un tren Regional.
Dicho trayecto, Zaragoza-Arcos de Jalón, se realiza una vez al día por sentido con antiguos Intercity reconvertidos a regionales, los trenes de la serie 448 de Renfe.
| Línea MD | Trenes   | Origen/Destino |  | Destino/Origen      |
| -------- | -------- | -------------- |  | ------------------- |
|          | Regional | Arcos de Jalón |  | Zaragoza-Miraflores |